# Neder-Heembeek
Neder-Heembeek est un ancien hameau du nord de la ville de Bruxelles. Avec Over-Heembeek, ils forment l'ancienne commune de Neder-Over-Heembeek, situé à l'ouest du canal maritime de Bruxelles à l'Escaut.
Heembeek près de la Senne est l'un des plus anciens lieux mentionnés de la région bruxelloise. Il y avait deux hameaux : Neder-Heembeek se trouvait au nord, en aval sur Heembeek, Over-Heembeek au sud, en amont. Au XIIe siècle, les deux paroisses sont sous le patronage de l'abbaye de Dieleghem. Ils ont également réussi à faire deux seigneuries. Au XVIe siècle, Neder-Heembeek a été détruit pendant les guerres religieuses.
Au début du XVIIe siècle, le laboratoire de l'alchimiste et philosophe naturel Jean-Baptiste Van Helmont y a été construit. Au XVIIIe siècle, un vaste domaine a été construit dans le village avec des châteaux, des jardins avec orangeries. C'était le 'Chateau de Meudon', par allusion au Château de Meudon en France. La carte de Ferraris de 1770 montre Neder-Heembeek avec le domaine de Meudon.
À la fin du XVIIIe siècle, Neder-Hembeek, comptait 266 habitants. En 1814, les paroisses de Neder-Heembeek et Over-Heembeek furent fusionnées, après qu'en 1813 les communes avaient été réunies en une seule : Neder-Over-Heembeek. Celle-ci resta indépendante jusqu'à son rattachement à la ville de Bruxelles en 1921.
De l'ancienne église Saint-Pierre, parfois appelé de façon erronée Saint-Pierre-et-Paul comme la nouvelle église, seule l'ancien clocher, appelé aujourd'hui 'tour romane', reste debout. Celle-ci date du Moyen Âge. Le reste de l'église a été détruit en 1932 par un incendie. En 1935, une nouvelle église Saint-Pierre-et-Paul fut construite entre les deux villages. Le domaine de Meudon fut parcellisé en 1931 et le château démoli. Les étangs et les fontaines ont secoué...(phrase incomplète...)

## Étymologie
Neder-Heembeek signifie littéralement « plus bas que le ruisseau de la maison » ou « plus bas que le ruisseau de la cour ». Neder signifie « en dessous » ou « plus bas » (tandis que Over, que l'on retrouve dans Over-Heembeek) signifie « au-dessus » ou « au-delà ». Heembeek est formé des mots « heem » (qui signifie « maison » ou « cour », au singulier, en Moyen néerlandais) et « beek » qui signifie "ruisseau" (comme dans de nombreux noms de lieux en Belgique: Schaerbeek, Molenbeek, etc.). Le nom actuel de la localité (Neder-Over-Heembeek) signifiant littéralement "en-dessous et au-dessus du ruisseau de la maison".

## Sites

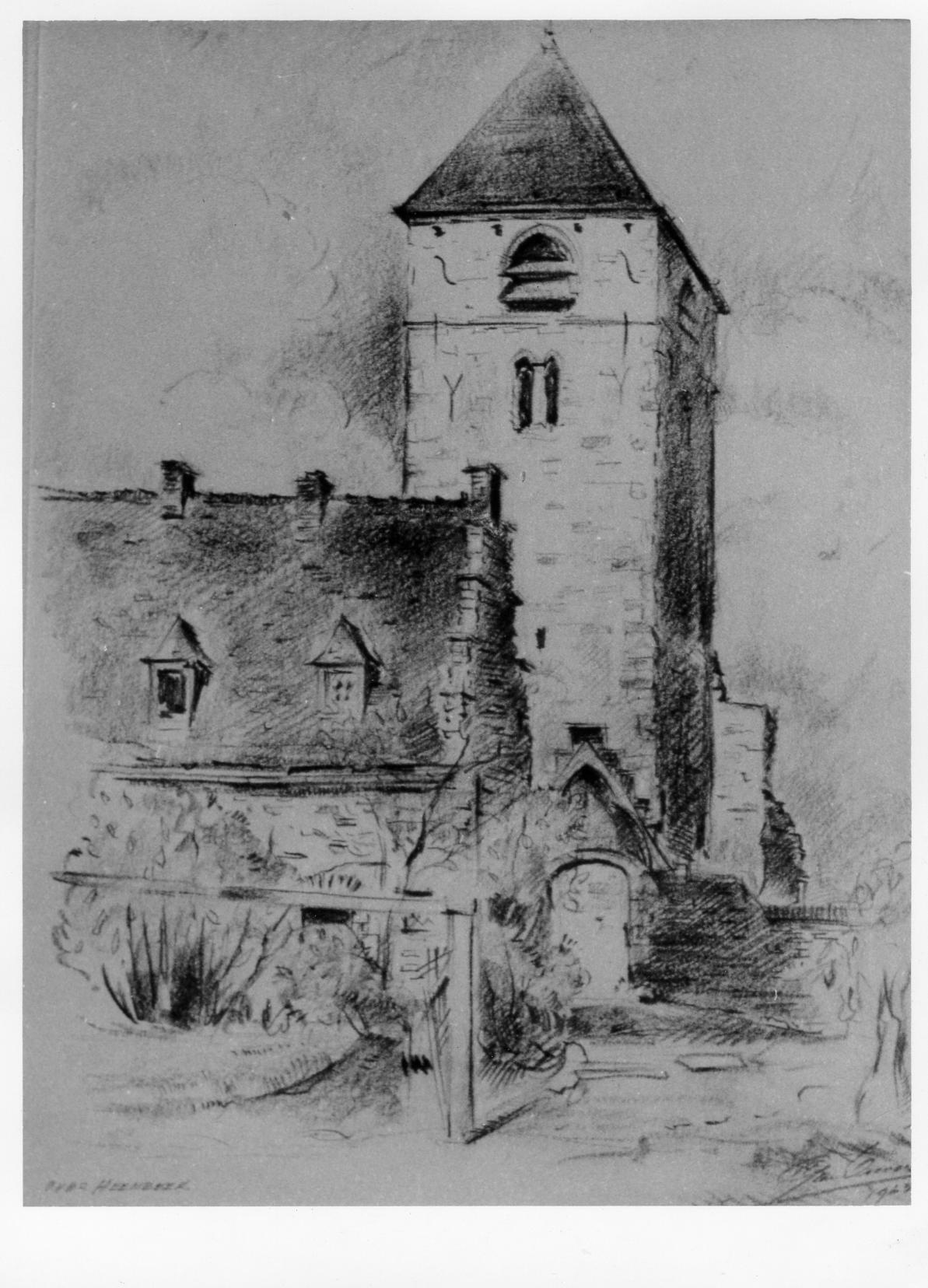
Dessin par l'architecte Léon van Dievoet de tour romane de Neder-Heembeek (1963)

- Le clocher de l'ancienne église Saint-Pierre
- Le Kluis de Neder-Heembeek et le parc Meudon, protégé depuis 1997, S'y trouvent encore quelques pavillons de l'ancien domaine.